# Odelay
| 전문가 평가                   | 전문가 평가 |
| 평가 점수                     | 평가 점수   |
| 출처                          | 점수        |
| ----------------------------- | ----------- |
| AllMusic                      | [ 1 ]       |
| Chicago Tribune               | [ 2 ]       |
| Entertainment Weekly          | A−          |
| Los Angeles Times             | [ 4 ]       |
| NME                           | 8/10        |
| Pitchfork                     | 9.8/10      |
| Rolling Stone                 | [ 7 ]       |
| The Rolling Stone Album Guide | [ 8 ]       |
| Spin                          | 10/10       |
| The Village Voice             | A−          |

《Odelay》는 1996년 6월 18일, DGC 레코드가 발매한 미국의 음악가 벡의 다섯 번째 스튜디오 음반이다. 이 음반은 〈Where It's At〉, 〈Devils Haircut〉, 〈The New Pollution〉을 포함한 몇 개의 성공적인 싱글을 수록했으며 빌보드 200에서 16위로 정점을 찍었다. 2008년 7월, 이 음반은 미국에서 230만 장이 팔려 현재까지 《Odelay》는 벡의 가장 성공적인 음반이 되었다. 발매 이후, 이 음반은 1990년대와 역대 가장 위대한 출판물 목록에 올랐다.

## 녹음
《Odelay》가 되기 위한 세션은 원래 차분하고 어쿠스틱한 사건으로 시작되었다. 1994년, 벡은 봉 로드 프로듀서 톰 로스록과 롭 슈냅프와 함께 《Mellow Gold》의 후속 곡들을 녹음하기 시작했다. 이 세션의 수록곡 〈Ramshackle〉과 〈Feather in Your Cap〉 그리고 〈Brother〉만이 발매되었는데, 이 모든 곡들은 음향적이고 희박하며 우울하다. 그는 결국 로스록과 슈냅프와의 일을 포기하고, 대신 더스트 브라더스와 함께 일하는 것을 택했다. 더스트 브라더스의 제작 스타일은 힙합에 초점을 맞췄지만 더 겹쳐되었고, 그들의 요약에는 비스티 보이즈, 톤 록, 영 MC와의 주목할 만한 작품이 포함되었다.

## 제목 및 커버 아트
제목은 "listen up" 또는 "what's up?"으로 대략적으로 번역되는 멕시코 속어 "órale"의 표음 영어 표음 표현이다. "odelay"라는 구절은 〈Lord Only Knows〉라는 노래의 앞부분에서 가사 속에서 반복된다. 스티븐 말크머스에 따르면, 이 음반은 녹음하는 데 매우 오래 걸렸기 때문에 《Oh Delay》에 대한 말장난이라고 한다. 이 음반의 커버는 무겁고 끈이 달린 코트를 입은 희귀한 헝가리 품종의 개 코몬도르의 사진이다. 원본 사진은 1977년 7월호 아메리칸 케넬 클럽의 《가제트》에서 개 사진작가 조안 루드비히(1914년 ~ 2004년)가 촬영한 것이다.

## 곡 목록
모든 곡들은 특별한 언급이 없는 한 벡과 존 킹, 마이클 심슨에 의해 작사/작곡하였다.
| #   | 제목                            | 작사·작곡 | 재생 시간 |
| --- | ------------------------------- | --------- | --------- |
| 1.  | 〈Devils Haircut〉              |           | 3:14      |
| 2.  | 〈Hotwax〉                      |           | 3:49      |
| 3.  | 〈Lord Only Knows〉             | 벡        | 4:14      |
| 4.  | 〈The New Pollution〉           |           | 3:39      |
| 5.  | 〈Derelict〉                    |           | 4:12      |
| 6.  | 〈Novacane〉                    |           | 4:37      |
| 7.  | 〈Jack-Ass〉                    |           | 4:11      |
| 8.  | 〈Where It's At〉               |           | 5:30      |
| 9.  | 〈Minus〉                       | 벡        | 2:32      |
| 10. | 〈Sissyneck〉                   |           | 3:52      |
| 11. | 〈Readymade〉                   |           | 2:37      |
| 12. | 〈High 5 (Rock the Catskills)〉 |           | 4:10      |
| 13. | 〈Ramshackle〉                  | 벡        | 7:29      |

## 인증
| 국가                       | 인증        | 판매량/출하량 |
| -------------------------- | ----------- | ------------- |
| 오스트레일리아 (ARIA)      | 골드        | 35,000^       |
| 캐나다 (뮤직 캐나다)       | 2× 플래티넘 | 200,000^      |
| 일본 (RIAJ)                | 플래티넘    | 0^            |
| 뉴질랜드 (RMNZ)            | 플래티넘    | 15,000^       |
| 영국 (BPI)                 | 플래티넘    | 300,000^      |
| 미국 (RIAA)                | 2× 플래티넘 | 2,000,000^    |
| ^출하량을 기반으로 한 인증 |             |               |